# Dolphy
Dolphy, właściwie Rodolfo Vera Quizon (ur. 25 lipca 1928 w Manili, zm. 10 lipca 2012 w Makati) – filipiński aktor.

## Życiorys
Urodził się w manilskiej dzielnicy Tondo jako Rodolfo Vera Quizon. Rozpoznawalność zyskał pod przyjętym pseudonimem Dolphy. Pochodził z wielodzietnej rodziny, był drugim z dziesięciorga dzieci Melencio Espinosy Quizona oraz Salud de la Rosy Very. Jako nastolatek sprzedawał orzeszki ziemne i pestki arbuza w kinach, dzięki temu nie tylko zarabiał na swoje kieszonkowe, ale miał również możliwość oglądania wielu wyświetlanych wówczas filmów za darmo. Podczas II wojny światowej imał się rozmaitych zajęć: był czyścicielem butów, woźnicą, pracował również w fabrykach. Nie porzucił jednak swoich zainteresowań artystycznych i często bywał w Life Theater i Avenue Theater. Znaczny wpływ wywarł nań w owym czasie duet komików znany jako Pugo i Togo, a także tancerze Benny Mack oraz Bayani Casimiro.
Pod koniec okupacji japońskiej jako siedemnastolatek zaczął występować na deskach teatru. Z teatru jeszcze w latach 40. trafił do radia. W owym czasie pojawił się jego debiut filmowy, Dugo at Bayan. Dla filipińskiego kina odkrył go dopiero aktor Pancho Magalona. W 1952 przedstawił młodego artystę Jose Perezowi, dyrektorowi wytwórni Sampaguita Pictures. Dało to początek trwającej kilka dekad karierze Dolphy'ego. Wystąpił w przeszło 200 filmach oraz serialach, nade wszystko o wydźwięku komicznym. Wśród znaczących produkcji z jego udziałem wymienia się Sa Isang Sulyap Mo Tita (1953), Jack en Jill (1954), Facifica Falay-fay (1969), John En Marsha (1973), Ang Tatay kong Nanay (1978), Haw Haw de Karabaw (1988), Home Along Da Riles (1992), Markova: Comfort Gay (2000) czy Father Jejemon (2010). Określany mianem filipińskiego króla komedii, za swoją działalność był wielokrotnie nagradzany i wyróżniany. Otrzymał między innymi Order Złotego Serca (2010). 
Znany był z niezwykle bogatego życia uczuciowego. Ze związków z sześcioma kobietami doczekał się łącznie osiemnaściorga dzieci. Nigdy się przy tym nie ożenił. Zmarł na skutek problemów z nerkami oraz płucami. Niemal natychmiast po jego śmierci prezydent Benigno Aquino III ustanowił upamiętniające aktora święto, Narodowy Dzień Pamięci.